# Kaap Fligely

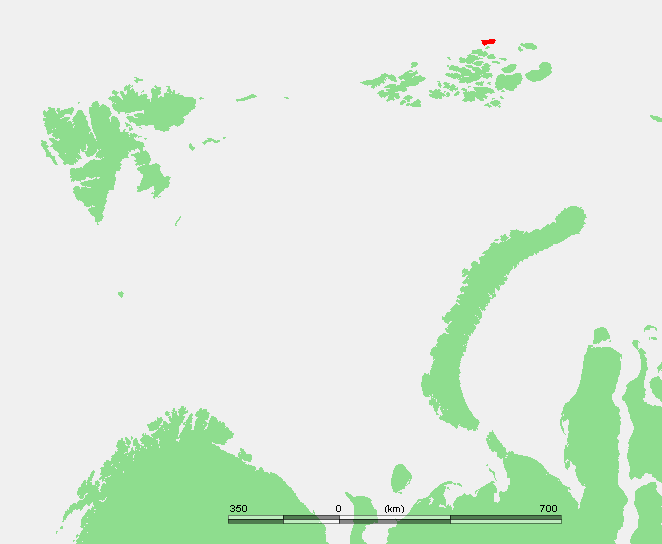
locatie van Rudolfeiland in Noordoost-Europa

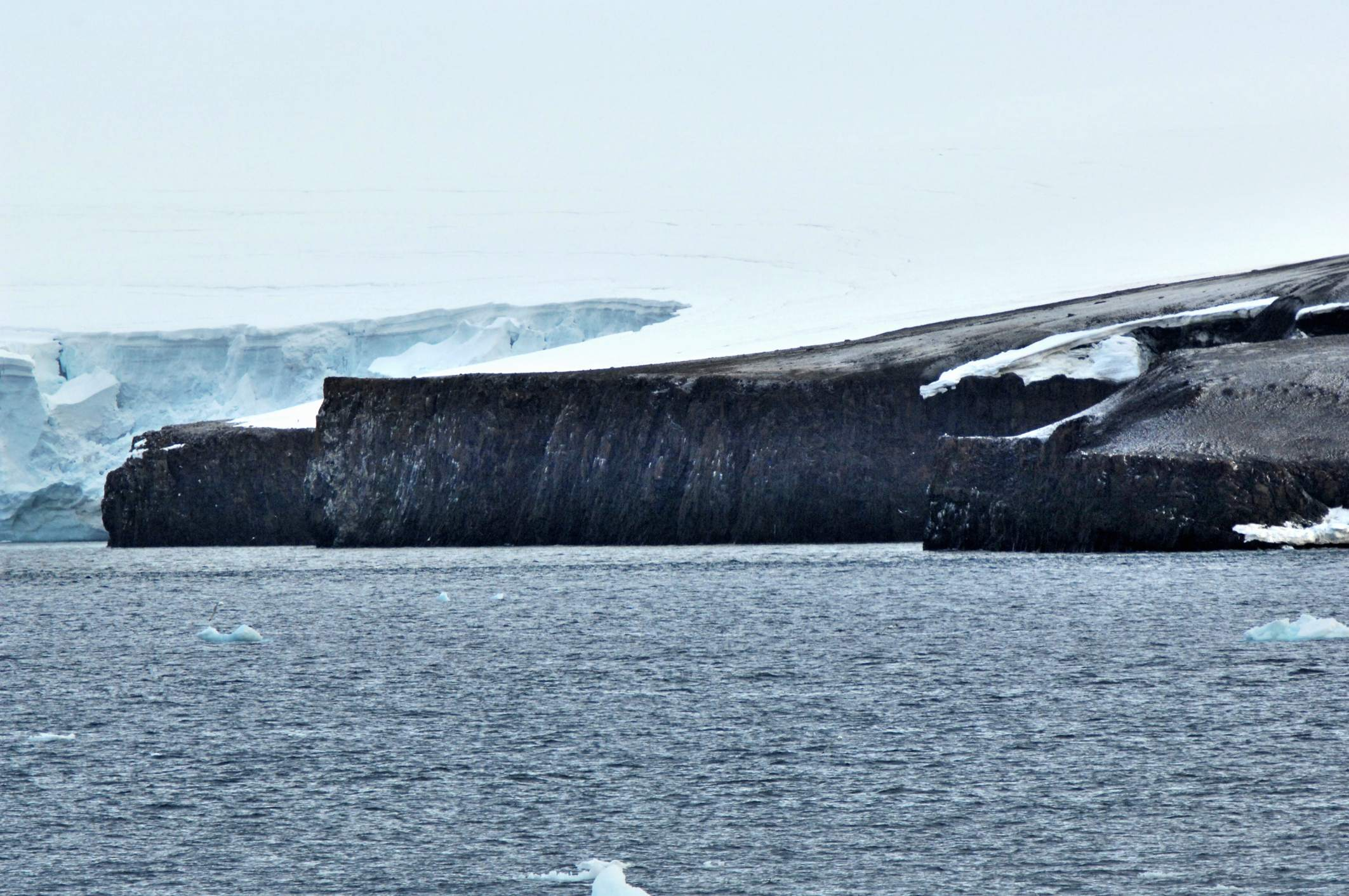
Kaap Fligely

Kaap Fligely (Russisch: Мыс Флигели, Mys Fligeli) wordt gezien als het noordelijkste punt van Europa, Eurazië en Rusland en ligt op Rudolfeiland in de Frans Jozefarchipel, op 911 km van de Noordpool. Er zijn echter nog drie naamloze punten op dit eiland die nog net iets noordelijker liggen. De kaap is tot op honderden kilometers afstand onbewoond. De dichtstbijzijnde en enige grenspost van de FSB op Frans Jozefland (waar verder geen nederzettingen of poolstations zijn) bevindt zich bij de luchthaven Nagoerskoje op het eiland Alexanderland, 225 kilometer zuidwestelijker.
De kaap is vernoemd naar de Oostenrijkse cartograaf August von Fligely. De plek werd voor het eerst bereikt op 12 april 1874 door een Oostenrijks-Hongaarse Noordpoolexpeditie onder leiding van Julius von Payer en Carl Weyprecht.

## Orthodox kruis
In 2003 werd op de kaap een 300 kg zwaar orthodox kruis van larikshout geplaatst. Tsaar Nicolaas II droomde er al van om in elke uithoek van zijn rijk 'ter bescherming' een orthodox kruis te hebben als grensafscheiding en deze droom werd in dit jaar verwezenlijkt door een groep orthodoxe priesters die met de atoomijsbreker Yamal naar het eiland kwamen met geld uit het 'Apostel Andreasfonds'. Volgens de priesters moet het kruis ook de 'spiritualiteit van Rusland' bewaken.